# He ovat paenneet
Pour plus de détails, voir Fiche technique et Distribution.
He ovat paenneet (littéralement « ils ont fui ») est un film finlandais réalisé par Jukka-Pekka Valkeapää, sorti en 2014.

## Synopsis
Deux adolescents marginaux s'enfuient de leur centre de réinsertion.

## Fiche technique
- Titre : He ovat paenneet
- Réalisation : Jukka-Pekka Valkeapää
- Scénario : Pilvi Peltola et Jukka-Pekka Valkeapää
- Musique : Helge Slikker
- Photographie : Pietari Peltola
- Montage : Mervi Junkkonen
- Production : Aleksi Bardy
- Société de production : Helsinki-Filmi et Revolver Amsterdam
- Pays :  Finlande et  Pays-Bas
- Genre : Drame
- Durée : 102 minutes
- Dates de sortie : 
  -  Finlande : 17 octobre 2014

## Distribution
- Roosa Söderholm : Raisa
- Teppo Manner : Joni
- Petteri Pennilä : le directeur
- Sara Paavolainen : la mère Raisa
- Pelle Heikkilä : Junnu

## Distinctions
Le film a été nommé pour sept Jussis et en a remporté quatre : Meilleur film, Meilleure réalisation, Meilleur montage et Meilleur son.